# Welebit

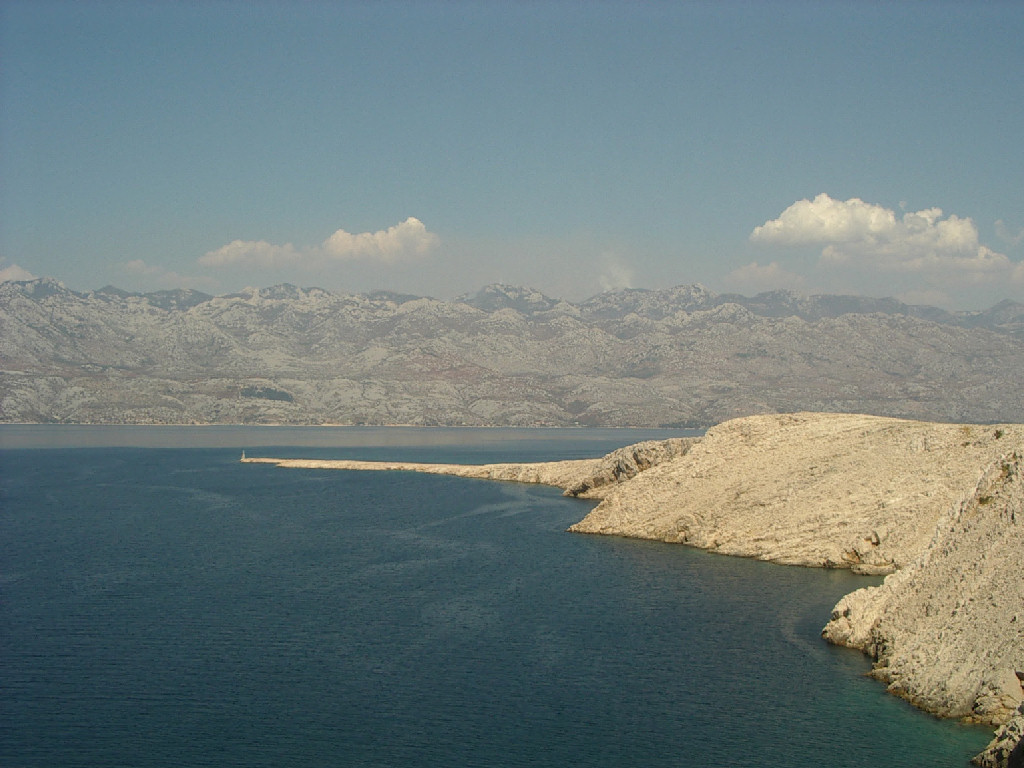
Widok na Welebit od strony morza

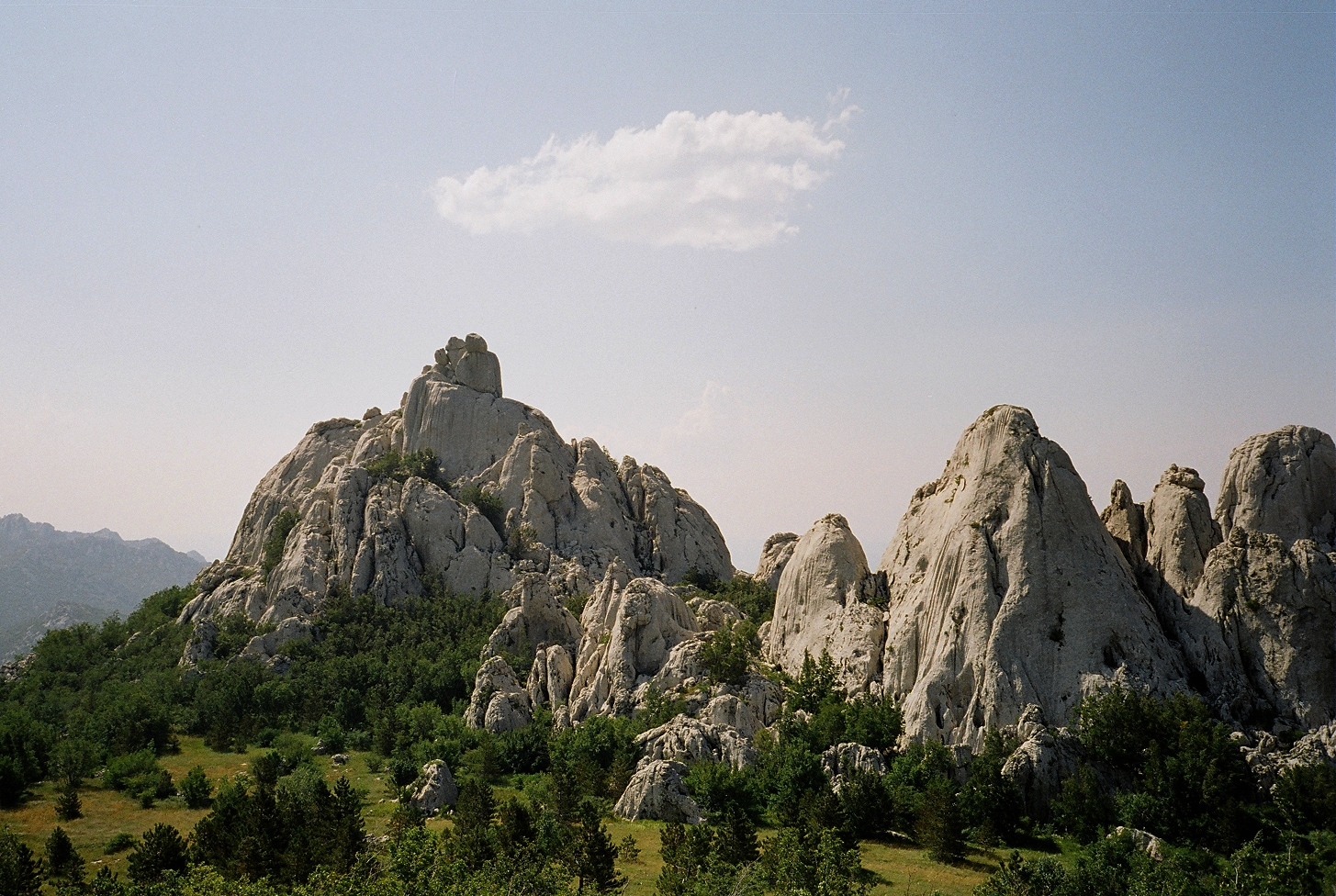
Park Narodowy Paklenica

Welebit (chorw. Velebit, wł. Alpi Bebie) – pasmo górskie w Chorwacji, gdzie Góry Dynarskie opadają ku Kanałowi Welebickiemu. Na terenie Welebitu znajdują się dwa parki narodowe: Park Narodowy Welebitu Północnego oraz Park Narodowy Paklenica. Góry te są zbudowane ze skał osadowych. Najwyższy szczyt tych gór to Vaganski Vrh, który wznosi się na wysokość 1757 m n.p.m. W górach Welebit zaznacza się dość silnie asymetria stoków. 
Szczyty:
- Vaganski Vrh – 1757 m,
- Sveti Brdo – 1753 m,
- Babin Vrh – 1746 m,
- Segestin - 1725 m,
- Liburnija – 1710 m,
- Malovan – 1708 m,
- Mali Rajinac – 1699 m,
- Vratarski Kuk – 1676 m,
- Zavižan – 1676 m,
- Novotnijev Kuk – 1650 m,
- Hajdučki Kuk – 1649 m,
- Satorina – 1624 m,
- Visocica – 1619 m.